# Under tallar och pinier
Under tallar och pinier – Berättelser och minnen är en novellsamling av Alfhild Agrell, utgiven 1890 på Hugo Gebers förlag.

## Om boken
Boken utgavs i oktober 1890. Dess första del består av fem berättelser lokaliserade till Norrland. I den andra delens fem berättelser är handlingen förlagd till Sicilien, Milano och Monte Carlo i Italien. Agrell hade själv besökt dessa platser under en resa 1889.
En av bokens noveller, "En slutscen", översattes till engelska av Gustav Lichtenstein och publicerades i tidningen The New Review. Novellens huvudperson Henrik Dal baserades på August Strindberg, vilket uppmärksammades av Karl Warburg och Georg Nordensvan.

## Mottagande
Nya Dagligt Allehanda menade att Agrell med samlingen "höjt aktierna för novellförfattarinnorna". I Göteborgs-Posten skrev Axel Krook att "Fru Agrells författarskap är så erkänt och värderat, att denna berättelsesamling av hennes hand med visshet skall bli mångas egendom". Flera recensenter menade att de berättelser som var förlagda till Norrland var bättre än de förlagda till Italien.

## Utgåvor
- Under tallar och pinier: berättelser och minnen. Stockholm: Geber. 1890. Libris 1620757